# Orionbrunnen (Messina)

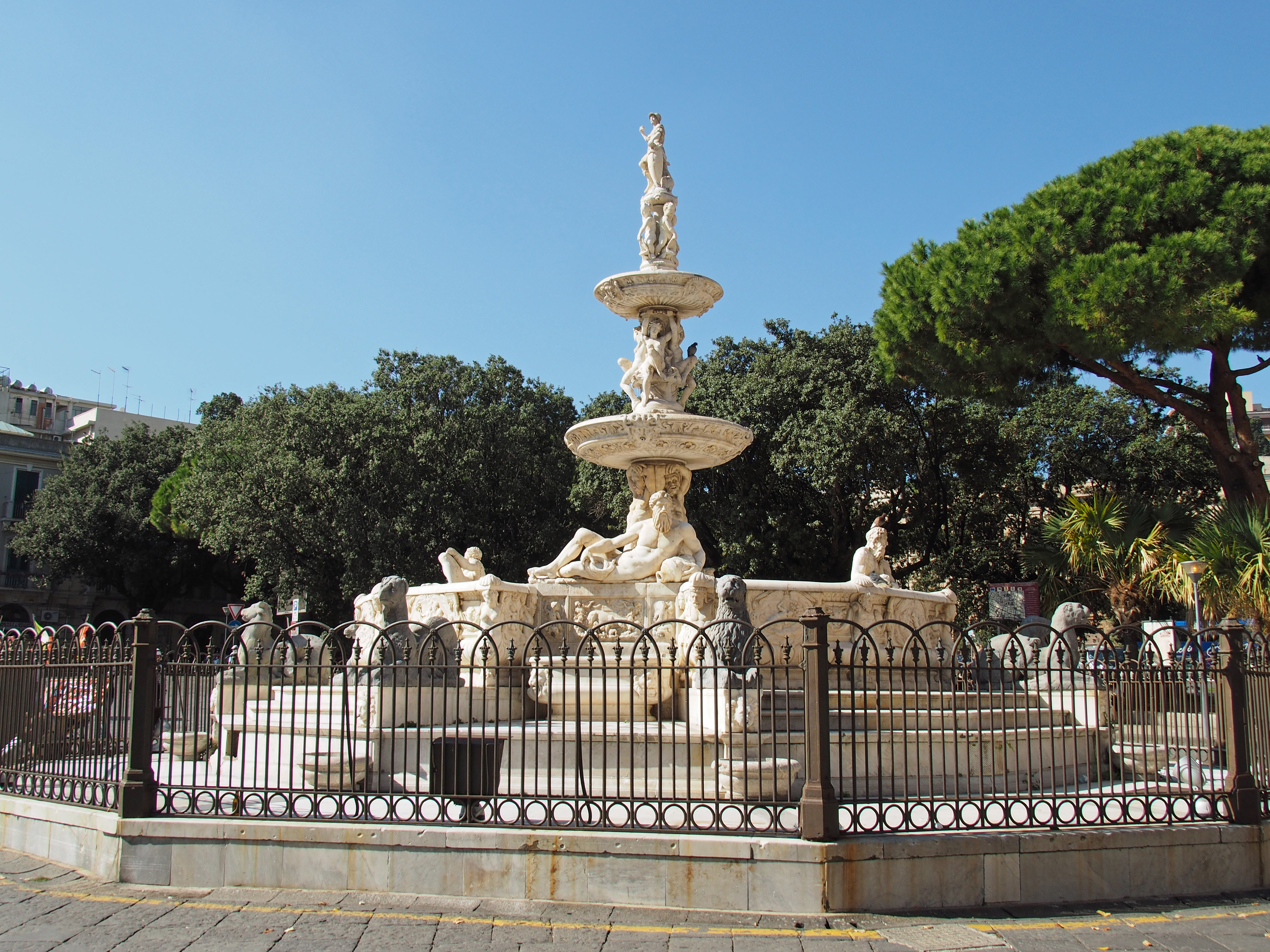
Orionbrunnen vor dem Dom von Messina

Der Orionbrunnen (italienisch Fontana di Orione) ist ein Renaissancebrunnen auf dem Domplatz von Messina. Er wurde von Giovanni Angelo Montorsoli, einem Schüler Michelangelos, zwischen 1547 und 1553 geschaffen und gilt als dessen bedeutendstes Werk. Anlass war die Errichtung einer Wasserleitung nach Messina (1530–1547), deren monumentalen Abschluss der Brunnen bildete. Während des Baues wurde auch der Domplatz neu gegliedert und 1550 die alte Kirche San Lorenzo abgebrochen, um den Orionbrunnen besser zur Geltung zu bringen.
Der Brunnen besteht aus einem zwölfeckigen Brunnenbecken, dessen Seiten in der Form eines Kreuzes ein- und ausschwingen, und einem kandelaberartigen Schaft mit zwei runden Schalen, sodass er der Gattung der Kandelaberbrunnen zugeordnet werden kann. Becken und Schaft sind mit reichem figuralem und ornamentalem Schmuck versehen, der immer mit dem Thema des Wassers in Verbindung steht. Die namengebende Hauptfigur des Brunnens ist Orion, Sohn des Neptunus, begleitet von seinem Hund Sirius. Von den Messinesen wurde Orion gerne als ihr mythischer Stadtbegründer angesehen, auch wenn er der Legende nach die antike Stadt – vormals Zancle genannt – eigentlich nur weiter ausgebaut hatte. Unter der Standfläche Orions reiten vier Putten auf wasserspeienden Delphinen. Die Schale unter ihnen scheint von vier Najaden getragen zu werden. Wiederum im Becken darunter befinden sich vier Tritonen mit fischschwänzigen Leibern. Das große, polygonale Becken wird dominiert von vier hingelagerten Figuren alter, bärtiger Männer als Personifizierungen der vier Flüsse Nil, Tiber, Ebro und Camaro, der Wildbach südlich der Stadt, der für eine bessere Wasserversorgung umgeleitet worden war und auch diesen Brunnen speiste. Die Beckenwand zieren Hermen und Reliefmedaillons mit Szenen aus den Metamorphosen und den Fasti des Ovid.
Der Grundgedanke des Figuren- und Bildprogramms des Brunnens, an dem wohl auch der in messineser Diensten stehende hochgelehrte Francesco Maurolico beteiligt gewesen war, läuft auf die Erhebung des Wildbaches Camaro zum Fluss hinaus und dient letztendlich als Städtelob dem Ruhm Messinas.
Seit 1855 ist der Brunnen von einem Zaun umgeben; bis dahin konnten die Messinesen aus ihm Wasser schöpfen.
Der amerikanische Kunsthistoriker Bernard Berenson bezeichnete den Orionbrunnen als „den schönsten Brunnen des 16. Jahrhunderts in Europa“.